# Begonia aguabuenensis
Espèce
Begonia aguabuenensis est une espèce de plantes de la famille des Begoniaceae.
Ce bégonia est originaire de Costa Rica. L'espèce a été décrite en 2012 par les botanistes Kathleen Burt-Utley (1944-) et John F. Utley (1944-).